# Pont Vieux (Espalion)

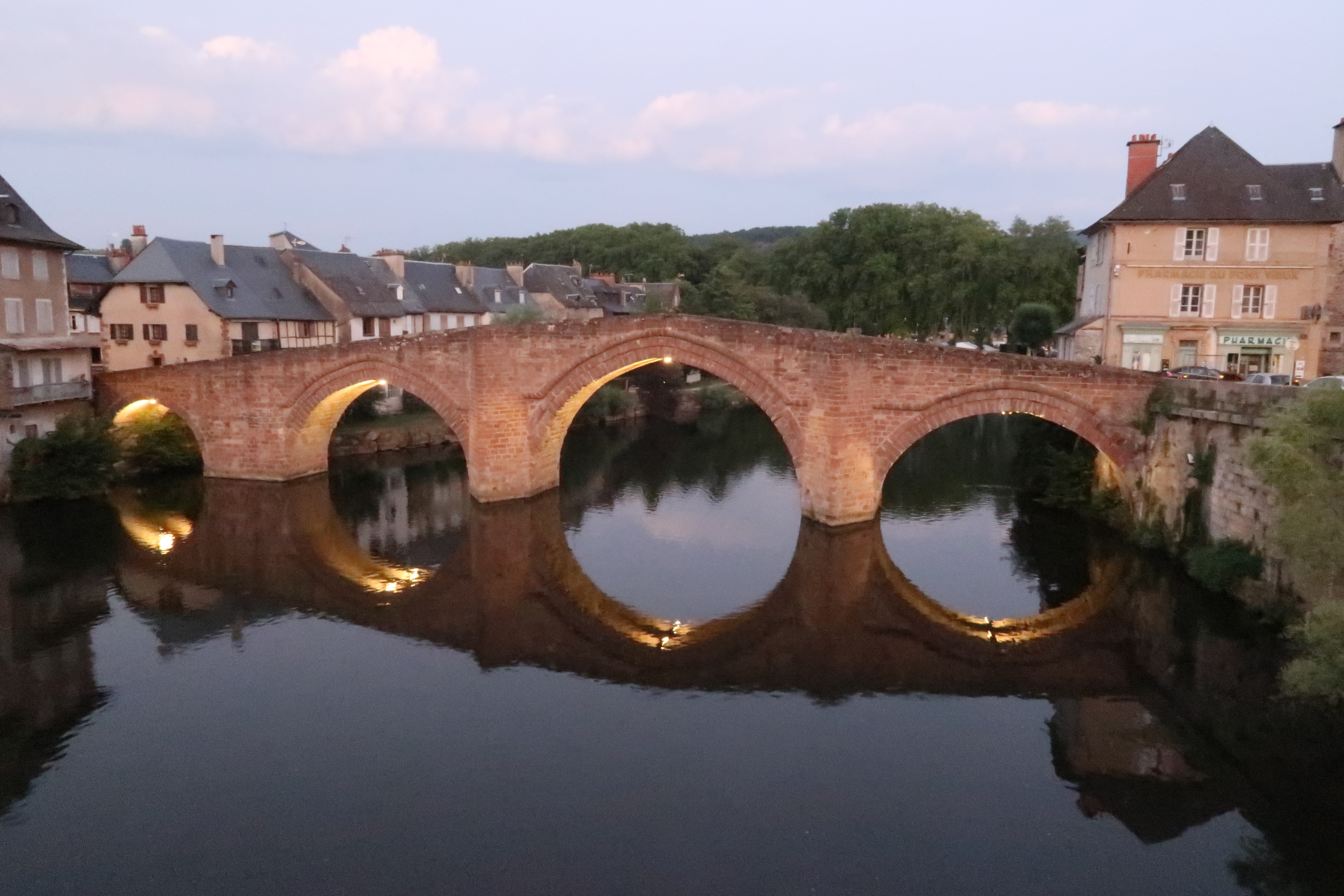
Pont Vieux

De Pont Vieux (Frans voor oude brug) is een middeleeuwse stenen brug over de Lot in de Franse gemeente Espalion (Aveyron).

## Geschiedenis
In 1060 lag hier al een stenen brug over de Lot. Deze brug werd in de loop der eeuwen talloze keren hersteld en herbouwd en de huidige brug gaat terug tot de eerste helft van de 13e eeuw. De heren van Calmont d'Olt hieven tol op de brug waarvan de opbrengst werd gebruikt voor het onderhoud. Het was een versterkte brug met drie torens en een valbrug. Aan de zijkanten van de brug stonden een twintigtal winkels. In de 19e eeuw werd een nieuwe brug over de Lot gebouwd. In 1888 werd de Pont Vieux beschermd als monument historique.

## Beschrijving
De brug is opgebouwd uit roze zandsteen. Drie bogen overspannen de rivier en een vierde boog verbindt de noordelijke oever met de straat. De middelste boog is veel hoger dan de andere om de brug te beschermen tegen hoog water. Hierdoor vertoont het wegdek een steile helling. Om de pijlers te beschermen tijdens hoog water zijn deze versterkt met driehoekige uitsteekstels. Een van deze uitsteeksels is bekroond met een ijzeren kruis uit 1728.
Gemotoriseerd verkeer is verboden op de Pont Vieux. De jaarlijkse transhumance richting de Aubrac, die eind mei in Espalion passeert, gaat wel over de brug.

## Afbeeldingen

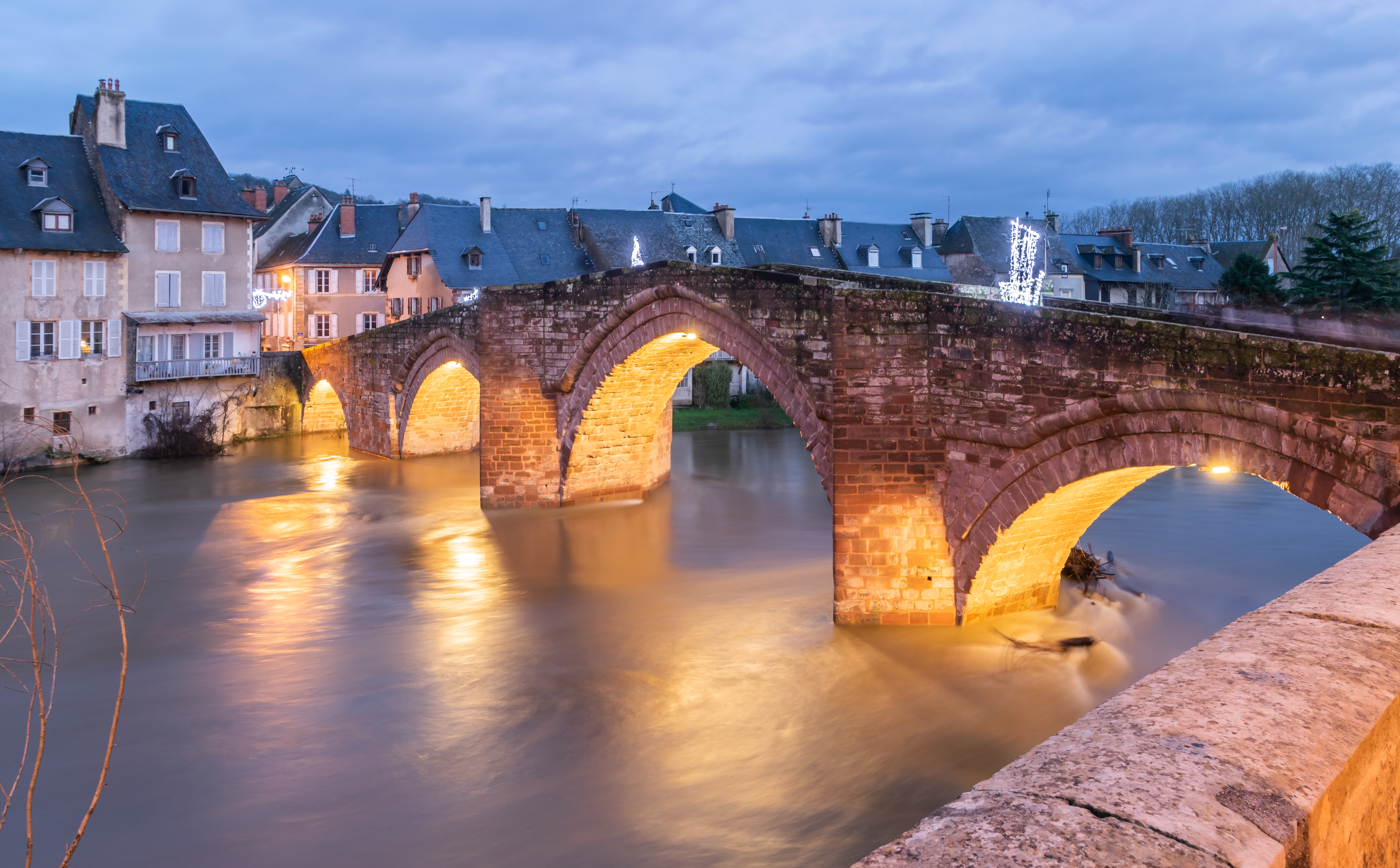
Verlichte brug
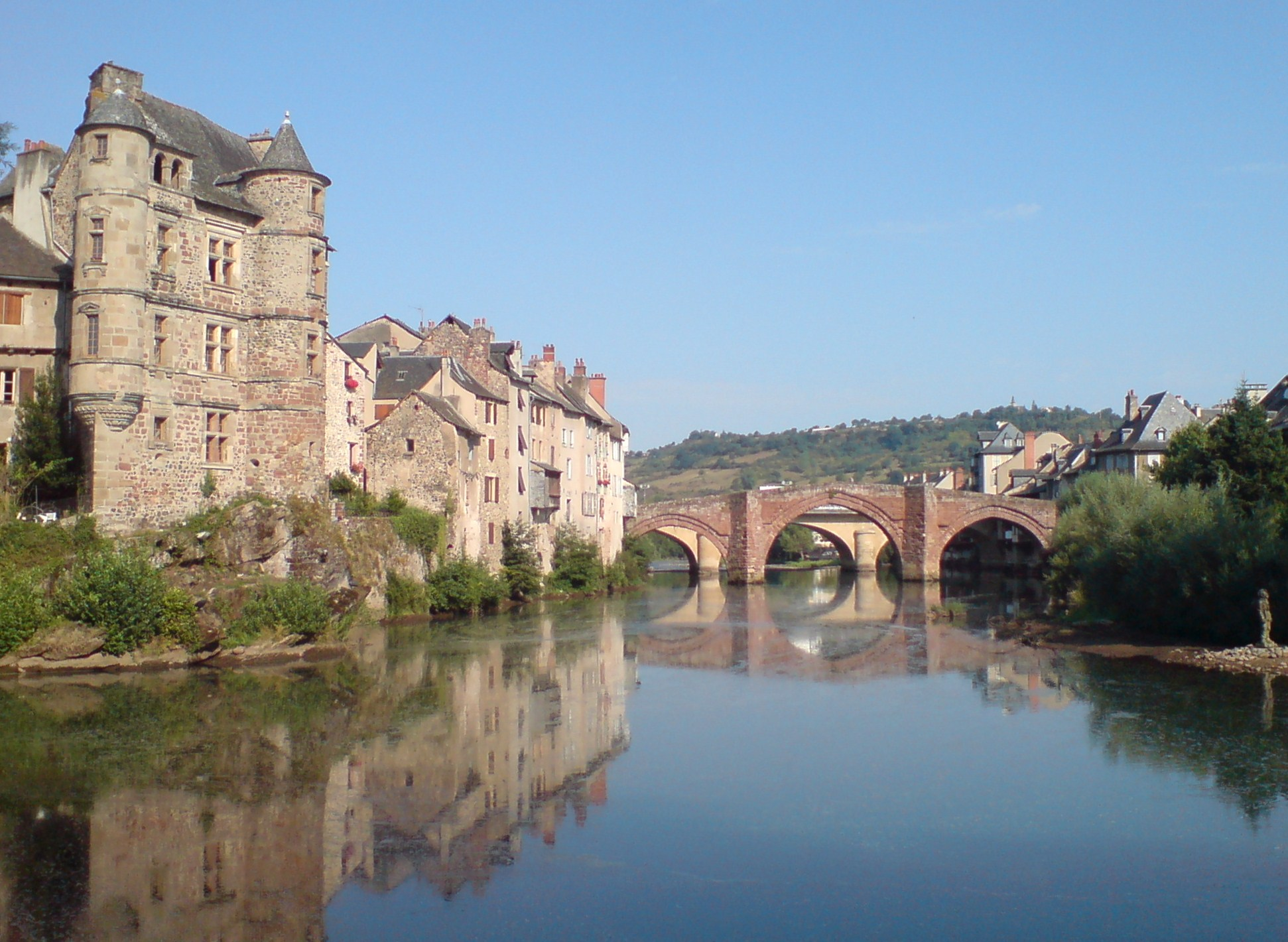
Pont Vieux en Vieux Palais
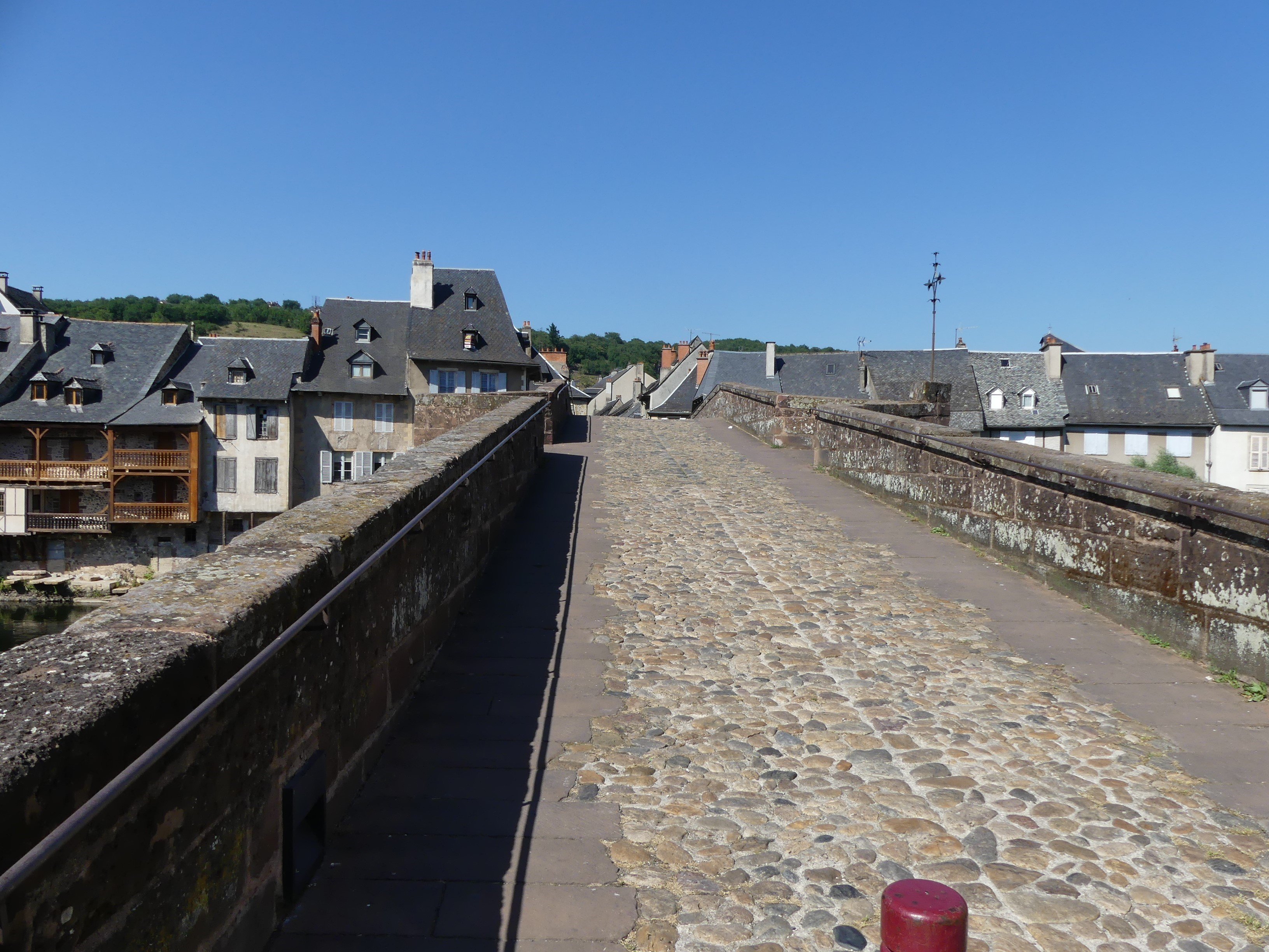
Wegdek
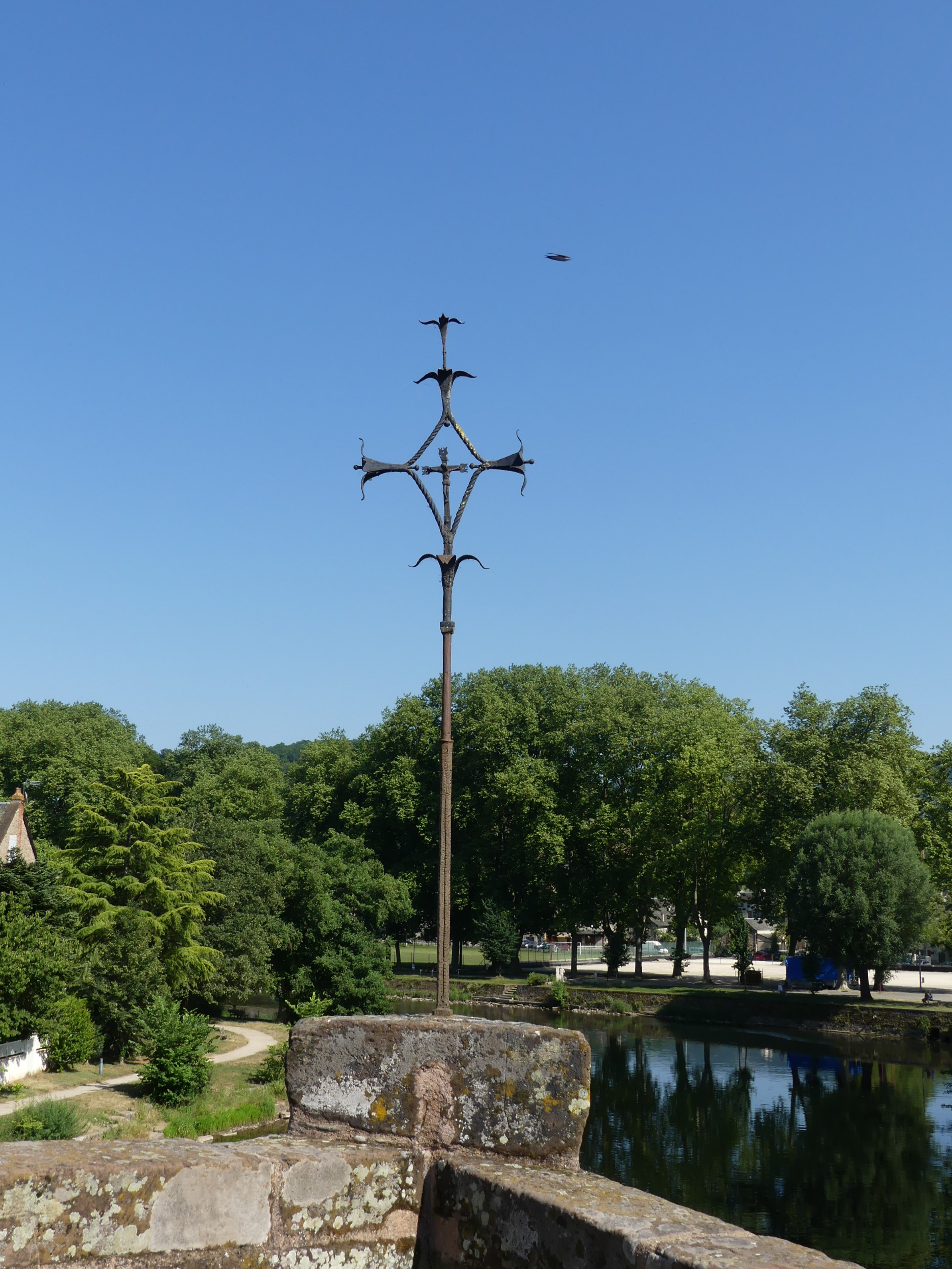
IJzeren kruis